# 強烈熱帶風暴艾莎尼 (2020年)
強烈熱帶風暴艾莎尼（英語：Severe Tropical Storm Atsani，國際編號：2020，聯合颱風警報中心：WP232020，菲律賓大氣地球物理和天文管理局：Siony）是2020年太平洋颱風季第20個被命名的風暴。「艾莎尼」一名由泰國所提供，即闪电。
形成初期各數值預報模式看好艾莎尼的強度，官方氣象部門亦大多預期艾莎尼會達到颱風水平；但結艾莎尼最終最強強度只達到強烈熱帶風暴。

## 發展過程
10月27日，一個熱帶擾動在楚克群島西南偏南海域生成，美國海軍研究實驗室給予擾動編號90W。
10月29日上午1時45分，聯合颱風警報中心將其評級提升為「中」。上午8時，日本氣象廳將其升格為熱帶低氣壓並且發布烈風警報。同時，台灣中央氣象局將其升格為熱帶性低氣壓，給予編號TD23。下午3時30分，聯合颱風警報中心將其評級提升為「高」，並對其發布熱帶氣旋形成警報。晚上8時，日本氣象廳將其升格為熱帶風暴，給予國際編號2020，並命名「艾莎尼」。同時，台灣中央氣象局將其升格為輕度颱風；聯合颱風警報中心將其升格為熱帶性低氣壓，給予熱帶氣旋編號23W 。
11月4日，香港天文台將其升格為強烈熱帶風暴。晚上8時，日本氣象廳將其升格為強烈熱帶風暴。
11月5日下午2時，中國國家氣象中心率先將其升格為颱風。下午8時，中國國家氣象中心將其降格為強烈熱帶風暴。
11月7日上午5時，香港天文台將其降格為熱帶風暴。下午2時，台灣中央氣象局率先將其降格為熱帶性低氣壓。下午5時，香港天文台將其降格為熱帶低氣壓。晚上8時，日本氣象廳將其降格為熱帶低氣壓。同時，聯合颱風警報中心對其發出最後警告。
11月8日上午2時，日本氣象廳在天氣圖上移除該系統。同時，香港天文台將其降格為低壓區。

## 影響

### 菲律賓
當地發出之最高風暴信號：二號風暴信號
菲律賓大氣地球物理和天文服務管理局於11月4日上午5時對艾莎尼發出一號風暴信號。並於11月5日上午5時對其發出二號風暴信號。

### 中國大陸
國家氣象中心發布之最高颱風預警信號： 颱風藍色預警信號

### 臺灣
- 當地評定之巔峰強度分級：（CWA）
- 當地評定之最高持續風速：28每秒（54節；100每小時）（十分鐘）

當地發布之颱風警報：海上陸上颱風警報
中央氣象局於11月5日上午8時30分對恆春南方海面發布海上颱風警報，當時閃電颱風位於鵝鑾鼻東南東方670公里之海面上。艾莎尼颱風成為臺灣時隔13年以來於11月發布海上颱風警報之颱風，前一個於11月發布颱風警報的颱風為2007年颱風米塔，亦是自2003年米勒颱風以來於11月發布陸上颱風警報之颱風。更創造中央氣象局1958年以來，年度內首次針對台灣本島發布陸上颱風警報之最晚紀錄。中央氣象局晚間8時30分發布陸上颱風警報，其中陸上警戒區包括屏東縣、恆春半島、台東縣（含綠島、蘭嶼），當時閃電颱風位於鵝鑾鼻東南東方370公里之海面上。6日陸警新增台南、高雄，全台8鄉鎮停班課，發布豪雨特報針對屏東、花蓮、台東。中央氣象局表示，閃電颱風的暴風圈於10點接觸台灣陸地，國內航班和離島航線受影響而取消。新竹受到下沉氣流影響，在測得攝氏34.3度高溫，是該站設站以來11月份最高溫紀錄。閃電颱風在臺灣造成1傷，還有4件災情，全台累計1萬3850戶停電。翌日，由於閃電颱風減弱，暴風圈縮小，中央氣象局上午8時30分解除閃電颱風的陸上颱風警報。下午2時30分，由於閃電颱風減弱為熱帶性低氣壓，解除海上颱風警報，改發布熱帶性低氣壓特報。直至晚上8時，再減弱為一低壓區。

## 熱帶氣旋警告使用紀錄

### 菲律賓
| 菲律賓大氣地球物理和天文服務管理局 風暴信號 | 菲律賓大氣地球物理和天文服務管理局 風暴信號 | 菲律賓大氣地球物理和天文服務管理局 風暴信號 |
| ------------------------------------------- | ------------------------------------------- | ------------------------------------------- |
| 上一熱帶氣旋                                | 一號風暴信號                                | 下一熱帶氣旋                                |
| 颱風天鵝                                    | 一號風暴信號                                | 熱帶風暴艾濤                                |
| 颱風天鵝                                    | 二號風暴信號                                | 強颱風環高                                  |

### 中國大陸
| 国家气象中心 颱風預警信號 | 国家气象中心 颱風預警信號 | 国家气象中心 颱風預警信號 |
| ------------------------- | ------------------------- | ------------------------- |
| 上一熱帶氣旋              | 颱風藍色預警信號          | 下一熱帶氣旋              |
| 強颱風莫拉菲              | 颱風藍色預警信號          | 強熱帶風暴艾濤            |

### 臺灣
| 交通部中央氣象局 颱風警報 | 交通部中央氣象局 颱風警報 | 交通部中央氣象局 颱風警報 |
| ------------------------- | ------------------------- | ------------------------- |
| 上一熱帶氣旋              | 海上颱風警報              | 下一熱帶氣旋              |
| 中度颱風巴威              | 海上颱風警報              | 輕度颱風彩雲              |
| 輕度颱風米克拉            | 陸上颱風警報              | 輕度颱風彩雲              |
| 天氣特報                  |                           |                           |
| 中度颱風巴威              | 熱帶性低氣壓特報          | 輕度颱風彩雲              |

## 外部連結
| 太平洋颱風季             |
| 主題頁 - 專題 - 編輯指南 |

- （日語）日本氣象廳首頁 （页面存档备份，存于）
- （英文）聯合颱風警報中心首頁 （页面存档备份，存于）
- （简体中文）中國國家氣象中心首頁 （页面存档备份，存于）
- （繁體中文）臺灣中央氣象局首頁 （页面存档备份，存于）
- （繁體中文）香港天文台首頁 （页面存档备份，存于）
- （繁體中文）澳門地球物理暨氣象局首頁 （页面存档备份，存于）
- （英文）菲律賓大氣地球物理和天文管理局 惡劣天氣公告 （页面存档备份，存于）
- （泰文）泰國氣象局首頁 （页面存档备份，存于）